# Łączki (Biskupów)
Łączki – część wsi Biskupów w Polsce, położona w województwie opolskim, w powiecie nyskim, w gminie Głuchołazy.
W latach 1975–1998 Łączki administracyjnie należały do ówczesnego województwa opolskiego.

## Zabytki
Do wojewódzkiego rejestru zabytków wpisane są:
- domy: nr 1 z XIX w. (nie istnieje); nr 3, z 1840 r.; nr 27, z poł. XIX w.

## Turystyka
Przez Łączki prowadzi szlak rowerowy:
- Trasa rowerowa PTTK nr R9: Głuchołazy – Kolonia Jagiellońska – Bodzanów – Rudawa – Nowy Świętów – Wilamowice Nyskie – Gierałcice – Biskupów – Łączki – granica województw opolskiego i dolnośląskiego